# Baranówka (Jelna)
Baranówka (niem. Hirschbach) – przysiółek wsi Jelna w Polsce położony w województwie podkarpackim, w powiecie leżajskim, w gminie Nowa Sarzyna. Leży na północny wschód od centrum Jelnej.
Dawniej kolonia niemiecka Hirschbach i gmina jednostkowa  w powiecie łańcuckim  w województwie lwowskim. W 1921 roku liczyła 118 mieszkańców. 1 kwietnia 1930 gminę Baranówka zniesiono i włączono do Jelnej.
W latach 1975–1998 przysiółek administracyjnie należał do województwa rzeszowskiego.